# Wingersheim

Wingersheim este o comună în departamentul Bas-Rhin, Franța. În 1 ianuarie 2018 avea o populație de 1.125 de locuitori.